# Hermandad del Santísimo Cristo de la Misericordia (Palencia)
La Hermandad del Santísimo Cristo de la Misericordia es una cofradía penitencial fundada en el año 1942 alrededor de la imagen del mismo nombre que se halla en la Iglesia de la Compañía de la capital palentina.

## Historia
Puede que lo normal sea, primero, cronológicamente, la constitución de una Cofradía o Hermandad poniéndola bajo una determinada advocación, para posteriormente, buscar la imagen que responda a dicha tutela. No es el caso de esta Hermandad.
Mucho antes de que la misma existiera (cosa que acontece en época muy reciente), ya era venerada por los palentinos la imagen del Santísimo Cristo de la Misericordia.
Fue el obispo de la diócesis palentina, D. Pedro de la Gasca (1551-1561) quien donó esta Imagen por aquellos años a los Padres Jesuitas, primeros ocupantes del Templo dedicado a San Lorenzo –hoy Iglesia de Ntra. Sra. de la Calle- más conocida por “la Compañía”.
Se ignora el origen o procedencia del Crucificado, aunque hay quien lo atribuye al escultor Portillo. Otros estudiosos le sitúan bajo la gubia de Juan de Balmaseda que por aquel tiempo trabajó en la Catedral de Palencia construyendo “El Calvario” que corona el Altar Mayor de la Seo palentina. Lo único cierto y real es la donación antedicha, así como una operación de restauración de la Imagen efectuada en el año 1959 por el Escultor D. Antonio Vaquero Aguado. Como anécdota, digamos que el trabajo practicado supuso para las arcas de la Hermandad un desembolso de 17.000 ptas. Una nueva reparación tuvo lugar tan solo seis años, en 1995, por la profesional palentina Dª Raquel de los Mozos Crespo, devolviendo a la Imagen su auténtico y original expresionismo.
Transformada esta Iglesia en Parroquia el año 1767 y trasladada a ella en 1769 la Imagen de Ntra. Sra. De la Calle, iban a compartir ambas Imágenes (la del hijo y su madre) el fervor de los creyentes de nuestra capital.
Según consta en los archivos de la Hermandad, corría por el año 1942 cuando el entonces Presidente de la Juventud Católica de la Parroquia y cofrade del Santo Sepulcro, D. José María Fernández Conceiro, propuso, y así se le aceptó, que en la Procesión del Santo Entierro, que aquella Cofradía organiza el Viernes Santo, saliera la Imagen del Crucificado, dado que por aquel entonces no desfilaba ninguna Imagen del mismo en esta Procesión. Y sobre unas andas cedidas por la Cofradía de la Santa Vera Cruz, recorrió nuestra Imagen, por primera vez las calles palentinas un Viernes Santo.
Este hecho tan simple motivo el que un grupo de creyentes se planteara la conveniencia de constituir una Cofradía Penitencial bajo la advocación de este Cristo. Así se hace, y en 1943 comienzan los primeros preparativos legales. Se constituye una Junta Promotora, bajo la presidencia del Sr. Fernández Conceiro, que inicia su andadura con la colaboración directa y eficaz de los integrantes de las Hermandades Civiles de Caballeros Mutilados, Excombatientes y Excautivos (piénsese en la proximidad de la finalización de la contienda civil) “Cruzada según la definición de los Sres. Obispos” y con enorme entusiasmo que en muchos casos suplió la falta de medios, lo que había sido una ilusión comenzó a transformarse en una realidad.
Los Estatutos de la Hermandad del Santísimo Cristo de la Misericordia fueron aprobados el 25 de marzo de 1943 (festividad de la Anunciación de Ntra. Señora) y presentados para su aprobación por el Ordinario de la diócesis, cosa que se produce por Decreto del Excmo. y Rvdmo. Sr. D. Francisco Javier Lauzurica y Torralba, el 18 de diciembre de 1943.
Es en la Semana Santa de 1944 cuando se estrenan andas propias para el traslado procesional de la Imagen, obra artística en madera, tallada por D. Jacinto Mariano Caballero, a la sazón, Tesorero de la Hermandad.
En 1945, la Cofradía Penitencial de Jesús de Nazareno solicitó a esta Hermandad la presencia de su Imagen en el acto del Vía crucis, que aquella organizaba el Miércoles Santo, a lo que se accedió. Se organizaba por aquel entonces la llamada “Procesión del Perdón”, con visita al Hospital y Prisión Provinciales. Fue quizás esto lo que motivo que la Hermandad dirigiera un escrito al Excmo. Sr. Ministro de Justicia solicitando se le concediera el “Derecho de Gracia” para, como ocurre con otras cofradías similares de otras ciudades españolas, poder liberar a un preso en cada Semana Santa. A la petición formulada, se contesta por el director general de Justicia en el sentido de no poder acceder a la misma.  En 1946 se cede por la Parroquia Ntra. Sra. de la Calle la Capilla Segunda del lado del Evangelio, (dedicada hasta entonces al Tránsito de San José) para instalar allí la Imagen del Cristo, lugar donde hoy sigue recibiendo culto.
El que sigue siendo el acto penitencial propio de esta Hermandad, el Vía crucis del Miércoles Santo, es organizado por primera vez en la Semana Santa de 1947 cediendo su organización la de Jesús Nazareno. Y contando con la autorización del Sr. Obispo Monseñor Lauzurica, se organiza la primera Procesión específica de la Hermandad. Por deseo expreso del Sr Obispo, se da un gran realce al ejercicio de este Vía crucis en la Plaza Mayor, lugar donde llegó a ser tradicional su celebración, hasta que en 1968, por encontrarse dicho lugar en obras de remodelación, paso a celebrarse en la Santa Iglesia Catedral, optando en los años siguientes por continuar celebrándolo en la misma, pensando en un mayor recogimiento de los fieles aunque perdiera el acto en espectacularidad. De nuevo, hace unos años retorno a la Plaza Mayor palentina donde actualmente se celebra. En 1946 se cede por la Parroquia Ntra. Sra. De la Calle la Capilla Segunda del lado del Evangelio, (dedicada hasta entonces al Tránsito de San José) para instalar allí la Imagen del Cristo, lugar donde hoy sigue recibiendo culto.
Durante las primeras décadas del siglo XXI se ha hecho alguna remodelación a la carroza debido al cumplimiento de la Ley de Memoria Histórica, que prohibía la exhibición de alguno de los escudos que aparecen en el diseño original de Maese Calvo.

## Vía Crucis Año 1948
Quizás merezca la pena destacar de nuestra Hermandad, aparte de lo ya dicho, un hecho que en su día constituyó una gran novedad y grata sorpresa para la mayoría de los palentinos: nos referimos a nuestra Carroza.
Siendo presidente D. Herminio Santos Tamariz, en 1962, se planteó la necesidad de afrontar la construcción de una Carroza, y el 20 de febrero de 1963 era aprobado el proyecto que, previo encargo, había presentado el Orfebre burgalés Maese Calvo, comenzando así un auténtico rosario de actividades de muy diversa índole, encaminadas a recaudar fondos para hacer frente al gasto que supuso, pues el presupuesto resultó bastante elevado dado que el proyecto suponía un trabajo en plata repujada. La obra se hizo en tres fases, conforme a los tres planos que la Carroza tiene, estrenándose en 1964 la primera de ellas. La segunda lo fue al año siguiente y la tercera y última en 1966. Contiene a su alrededor las Siete Palabras que Cristo pronunció en el instante de su muerte. Al frente figura el Escudo de Palencia y en la parte más alta se encuentran los Emblemas de las cuatro Órdenes Militares: Montesa, Calatrava, Santiago y Alcántara.
Cabe destacar que después de años de "penitencia" sin tener sede fija, por fin en el Año 2001 se inauguró la actual sede, donde realizamos múltiples actos de la Hermandad y que nos sirve de punto de encuentro a todos los cofrades. Dos años antes se estrenó un artístico Vía crucis con las XIV Estaciones del Calvario talladas en madera sobre la Cruz-Emblema de la Cofradía, por el escultor Luis Fernando Martínez.
Asimismo un grupo de hermanos encontró totalmente abandonado a su suerte el "Cristo de La Luz", el cual fue restaurado por estos y que actualmente preside nuestra sede. Otro de los momentos más significativos para la Cofradía es la recuperación de la procesión "Del Indulto" que se realizaba allá por el año 1945, como hemos comentado anteriormente. Esta consiste en que previa solicitud al Ministerio de Justicia el indulto de un preso. Una vez concedido, el Jueves Santo por la mañana se realiza el acto "Del Indulto" en el que el preso, que previamente había desfilado detrás de la imagen del Stmo. Cristo de la Misericordia, pasa a colocarse delante del mismo en señal de liberación y agradecimiento.
Para terminar, significamos que la Hermandad tiene como fiesta principal la Exaltación de la Santa Cruz y que, si como las demás Cofradías sufrió la crisis de hace unos años, según todos los indicios, nos encontramos en una fase de clara recuperación dada la afluencia de jóvenes.

## Pasos
- Santísimo Cristo de la Misericordia es el único paso de la cofradía hasta el año 2017 de aspecto impresionante (por su realismo, principalmente) es el más antiguo de la ciudad (data del siglo XVI) fue esculpido por Portillo, tiene la barba y pelo reales lo que le otorgan un mayor realismo. Presenta el cuerpo muy flagelado y a los pies de su cruz se encuentra una calavera. En Semana Santa se lo coloca en una minuciosa y gran carroza de metal obra del orfebre Maese Calvo, iluminada con cuatro finos faroles y rematada con tela azul y roja bordada en oro.
- Nuestra Señora del Perdón Con motivo del 75 aniversario de la fundación de la Hermandad, y echando en falta desde hace tiempo una advocación mariana, la cofradía decide encargar una Virgen de corte clásico y estilo castellano para acompañar al Cristo de la Misericordia en Semana Santa y poder participar en la procesión del sábado. Escala 1:1 tallada en madera con vestido granate y velo azul, fue bendecida el 15 de marzo de 2018 en la Iglesia de Nuestra Señora de la Calle, con gran afluencia de fieles y público en general. A diferencia del Cristo, desfila en andas de madera que permiten hasta 40 cofrades por tanda.

## Procesión que organiza
- Procesión del Santo Vía-Crucis: Miércoles Santo-20:15
- Procesión del indulto : Jueves Santo-11:30

## Hábito
Recuerda en cierta forma al del Santo Sepulcro y es por eso por lo que a veces al cargar los pasos ponen a los hermanos de ambas congregaciones juntos. Consiste en una túnica y capillo rojos rememorando la sangre de Cristo, llevan una cruz pegada al capillo. El cíngulo va a juego con la capa blanca ribeteada en rojo y con los guantes. Suelen llevar medalla cuando van destapados.
Portan singulares varas metálicas: en su parte baja son normales pero en el extremo superior el mástil de la vara se convierte en el madero de la cruz de Jesús, este aparece en metal crucificado.

## Sede
Su sede canónica se encuentra en la Iglesia de la Compañía donde en un retablo a mano izquierda se halla su imagen titular durante todo el año.
Su sede social, sita en la calle Mayor Antigua 52, dispone de un amplio salón donde reposan las cruces que desfilan en la procesión del Santo Vía crucis y un cristo (Cristo de la Luz)  que no desfila. Poseen además varias habitaciones, en una de ellas guardan la carroza de metal de su paso.

## Banda
La banda de cornetas del Santísimo Cristo de la Misericordia cuenta con una media de 35 integrantes, su repertorio consta de marchas procesionales de estilo sevillano con cornetas do/reb brillante , trompetas , fliscornos y bombardino. Participan en la Semana Santa palentina, así como en otras capitales de Castilla y León ( Valladolid , Salamanca , ...) .Su primer trabajo discográfico se grabó en el año 2003 y tiene por título " Misericordia Señor".